# Марикостиново
Марикостиново (болг. Марикостиново) — село в Благоевградской области Болгарии. Входит в состав общины Петрич. Находится примерно в 12 км к востоку от центра города Петрич и примерно в 69 км к югу от центра города Благоевград. По данным переписи населения 2011 года, в селе  проживало 1283 человека.

## Население
| Год     | 1934 | 1946 | 1956 | 1965 | 1975 | 1985 | 1992 | 2001 | 2011 |
| ------- | ---- | ---- | ---- | ---- | ---- | ---- | ---- | ---- | ---- |
| Жителей | 815  | 1278 | 1275 | 1396 | 1469 | 1416 | 1398 | 1370 | 1283 |

| Национальность  | Человек | Процент |
| --------------- | ------- | ------- |
| болгары         | 1231    | 98,95%  |
| цыгане          | 4       | 0,32%   |
| другие          | 6       | 0,48%   |
| не определились | 3       | 0,24%   |
| Всего ответов   | 1244    |         |

|  |